# Джеймс II (Англия)
Вижте пояснителната страница за други личности с името Джеймс II.
Джеймс II (на английски: James II) е крал на Англия, и крал на Шотландия под името Джеймс VII (на английски: James VII), управлявал между 1685 и 1688 г. Той е трети поред син на Чарлз I и Хенриета-Мария Бурбон-Френска. Става херцог на Нормандия на 31 декември 1660 г., а на 6 февруари 1685 г. е коронован като крал на Англия, Шотландия и Ирландия. Той е последният католически владетел на кралството.
Деспотизмът му и недоверието сред хората към религиозната политика, която води, довеждат до свалянето му от власт през 1688 г. с така наречената „Славна революция“ (Glorious Revolution). Наследен е на трона не от католическия си син Джеймс Едуард, а от дъщеря си Мери II и съпруга ѝ Уилям III (и двамата протестанти). Прави неуспешен опит да се завърне на трона, след който изкарва остатъка от живота си във Франция.

## Произход и младежки години
Джеймс е вторият оживял син на крал Чарлз I и Хенриета Мария, роден на 14 октомври 1633 г. Образованието си получава заедно с по-големия си брат Чарлз II от частни учители. По рождение носи титлата херцог на Йорк.
По време на Английската революция (1642 – 1651) той придружава баща си в сраженията, но след като кралят е заловен, се укрива в роялисткия Оксфорд до 1646 г., след което е заловен на свой ред и затворен в двореца Сейнт Джеймс. Успява да избяга през 1648 г., преоблечен в женски дрехи и заминава за Франция, където постъпва в армията под командването на Анри дьо Тюрен и участва в битки с Фрондата и с испанците. През 1652 г. е произведен в чин и командва ирландски полк. Междувременно брат му Чарлз се обръща към Испания за подкрепа да си върне трона (Франция е заела страната на Кромуел) и като последица Джеймс е прогонен от Франция и се установява в Брюж. Без пари и подкрепа е принуден да постъпи отново в армията, този път испанската във Фландрия, под командването на Луи II дьо Конде. Застава начело на шест полка английски доброволци и участва в Битката при дюните срещу довчерашните си френски другари. След сключването на мир през 1659 г. той известно време обмисля да продължи военната си служба при испанците, но в крайна сметка се отказва. По време на живота си в изгнание Джеймс започва да възприема католицизма, но пази това в тайна.

## Брак с Ан Хайд и Мария ди Модена
На 29 май 1660 г. брат му Чарлз тържествено се завръща в Лондон и монархията е възстановена. Джеймс също се завръща в Англия и около него веднага възниква противоречие поради съобщението за женитбата му с Ан Хайд, дъщеря на Едуард Хайд, граф Кларендън и лорд-канцлер на Чарлз, която обаче не е от кралско потекло. Първото им дете се ражда два месеца след сватбата, но умира скоро. От общо осем деца оцеляват само двете дъщери Мери и Ан, и двете бъдещи кралици на Англия. Съпругата му Ан също споделя католическата вяра, и макар привидно да продължава да изповядва англиканството, Джеймс тайно става католик около 1668 г. Ан умира през 1671.
През 1673 г. Джеймс сключва втори брак с петнадесетгодишната италианска принцеса Мария ди Модена от рода Д'Есте, католичка, която не е добре приета в Англия.
След Реставрацията Джеймс заема различни военни постове, включително Лорд-адмирал. През 1666 г. ръководи гасенето на големия пожар в Лондон. През 1673 г. той открито се противопоставя на решението на парламента католиците да бъдат отстранени от административни постове.
През 1677 г. Джеймс неохотно дава съгласието си голямата му дъщеря Мери да сключи брак с протестанта Уилям Оранжки. Тъй като крал Чарлз II няма наследник, антикатолическите настроения в страната се засилват, като между 1678 и 1681 г. се превръщат в истерия (виж Папски заговор). През 1679 г. Вигите в Парламента се опитват да изключат Джеймс от реда на наследяване на короната (т.нар „Криза на изключването“, на английски: Exclusion crisis), но опитът се проваля след като Чарлз разпуска парламента.

## Управление (1685 – 1688)

### Начало на управлението
Джеймс заема престола след смъртта на брат си. Той е много по-различен от него и вече открито е католик. Веднага след възкачването си суспендира всички закони против католиците и при неговото управление религията и политиката са силно преплетени в обществения живот. Той дава най-важните постове в администрацията на католици, намесва се и в местното управление, но назначените от него са посредствени хора и предизвикват силна опозиция. Заявява публично желанието си всички поданици да приемат католицизма. Като резултат от това протестантите от двете партии го подозират в про-френски настроения и че възнамерява да установи абсолютизъм и се обръщат срещу него.
В първите месеци от царуването си Джеймс потушава въстание на протестантите под ръководството на Джеймс Скот Херцог на Монмът, извънбрачен син на Чарлз II от Луси Уолтър една от многобройните му любовници. Въстанието на Монмът избухва синхронно с друг бунт избухнал в Шотландия под ръководството на графа на Аргайл. И двата бунта обаче не събират достатъчно подкрепа. Протестантите са победени, а Джеймс не проявява толерантност: Монмът и Аргайл са пленени и обезглавени, а Джеймс назначава специален съдия, който да ръководи процеса срещу въстаниците. Мнозина от въстаналите са заточени, измъчвани или екзекутирани. Висшата аристокрация и едрите търговци се отчуждават от Джеймс.

### Славната революция
Кризата, сполетяла крал Джеймс II, достига кулминация през 1688 г., когато Мария ди Модена му ражда син, Джеймс Франсис Едуард Стюарт на 10 юни (Юлиански календар). Дотогава тронът е щял да бъде наследен от дъщеря му Мери, протестантка и съпруга на Уилям Орански. Сега става вероятна перспективата за католическа династия в кралствата. Вече разтревожени от католицизма на краля и близките му връзки с Франция, ключови лидери на торите се обединяват с членове на опозиционните виги в Парламента и се заемат да решат кризата като поканят най-голямата му дъщеря Мери и Уилям Орански да заемат трона в Англия.
Джеймс, спомняйки си за съдбата на Ричард II, предпочита да напусне Лондон, отколкото да бъде заточен. Той се опитва да избяга във Франция, като хвърля кралския печат в Темза, пленен е, но Уилям III осигурява безпрепятственото му заминаване за Франция. Тогава в Парламента възниква дискусия дали той е напуснал трона или е абдикирал. Стига се до съгласие, че е абдикирал, въпреки протестите на самия Джеймс II. Общото събрание на Камарите на Лордовете и на Общините решава, че „крал Джеймс II се е опитал да суспендира конституцията на Кралството като е нарушил първичния договор между Краля и народа и по съвета на йезуити и други хора е погазил основните закони и като е избягал от Кралството е абдикирал от управлението, и следователно тронът е вакантен.“
Джеймс събира ирландска армия, към която се включени и френски войници, предоставени му от Луи XIV, но е победен от силите на Уилям III и остава във Франция до смъртта си. Джеймс II умира от мозъчен кръвоизлив на 16 септември 1701 г. в замъка „Сен Жермен ан Ле“ близо до Париж.

## Деца
- От брака си Ан Хейд има 8 деца: Чарлз, Джеймс, Мери, Анна, друг Чарлз, Едгар, Анриет, Катрин.
- От брака си с Мария ди Модена има 7 деца: Катрин, Изабела, Чарлз, Шарлот, Елизабет, Джеймс Франсис Едуард Стюарт и Луиза
- От метресата си Арабела Чърчил (сестра на бъдещия херцог Марлборо) има син Джеймс ФицДжеймс, херцог Бъруик, маршал на Франция.